# Regiunea Žilina
Regiunea Žilina (în slovacă Žilinský kraj) este un kraj al Slovaciei.

## Demografie

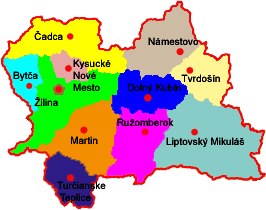
Districtele Žilinský kraj

| An:                | 1994    | 2004    | 2014    | 2024    |
| ------------------ | ------- | ------- | ------- | ------- |
| Număr de persoane: | 682.983 | 694.129 | 690.449 | 686.063 |
| Diferență:         |         | +1,63%  | −0,53%  | −0,63%  |

| An:                | 2023    | 2024    |
| ------------------ | ------- | ------- |
| Număr de persoane: | 687.174 | 686.063 |
| Diferență:         |         | −0,16%  |